# История производства траншейных экскаваторов в СССР и России
История производства траншейных экскаваторов занимает важное место в истории строительно-дорожного машиностроения в СССР и России. Конструкция этих машин, появившихся в Советском Союзе в начале 1930-х годов, непрерывно совершенствовалась, а их выпуск, за исключением периода Великой Отечественной войны, непрерывно рос вплоть до 1980-х и упадка отрасли, последовавшего за распадом СССР. За полувековой промежуток времени в Советском Союзе были созданы более 100 серийных моделей и модификаций траншейных экскаваторов, широко применявшихся в различных областях и экспортируемых в десятки стран мира. Количество построенных машин составляет десятки тысяч экземпляров.

## Предпосылки

Паровые экскаваторы Путиловского завода, занятые на строительстве железной дороги под Петроградом: одноковшовый «Путиловец» (слева) и многоковшовый. 1915 год

Хотя непосредственно траншейные экскаваторы (относящиеся к экскаваторам продольного копания) появились в СССР лишь в 1930-х годах, предпосылки к их появлению возникли значительно ранее. Ещё до Октябрьской революции Путиловский завод освоил производство многоковшовых экскаваторов поперечного копания; это были машины на железнодорожном ходу с паровым приводом рабочего оборудования и ковшами ёмкостью 100 л, выпущенные в количестве 12 экземпляров в 1903—1917 годах по лицензии немецкой фирмы «Любек» и применявшиеся в том числе при строительстве Транссибирской магистрали. Хотя эти экскаваторы, будучи машинами поперечного копания, и не являлись траншейными, они представляли собой образцы наиболее близкой к многоковшовым экскаваторам продольного копания (и, как следствие, конкретно к траншейным экскаваторам) разновидности землеройных машин и первые в Российской империи образцы многоковшовых экскаваторов вообще. В СССР начало производства многоковшовых экскаваторов также началось с машин поперечного копания: в 1932—1934 годах было построено небольшое количество полукустарных машин «Красный кирпичник», собираемых практически поштучно московским заводом «Красный металлист» и в центральных механических мастерских «Укрбудматериал» и применявшихся в кирпичной промышленности.
Эти первые русские и советские многоковшовые экскаваторы дали экскаваторостроительной промышленности первоначальный опыт, поспособствовавший ей в разработке и производстве в промышленных масштабах большого количества моделей собственных многоковшовых машин разнообразных конструкций и назначения, включая траншейные экскаваторы.

## Межвоенный период

СССМ-140 — одна из модификаций первого в СССР траншейного экскаватора МК-I, выпускавшаяся небольшими сериями по мере необходимости на протяжении в 1930-х годов. Отличается от базовой модели наличием на нижнем конце ковшевой рамы уширителей фрезерного типа и планирующего звена

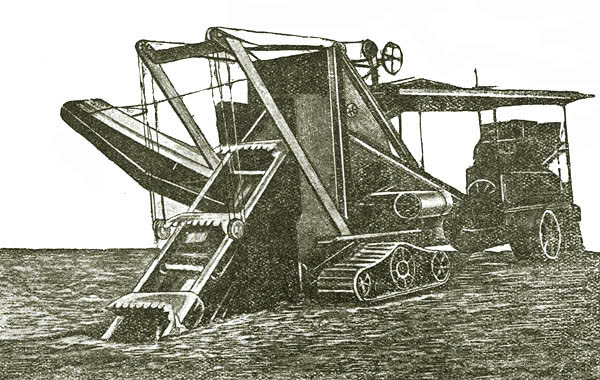
МК-II (СССМ-750), крупнейший советский траншейный экскаватор (цепного многоковшового типа) межвоенного периода

Первый советский траншейный экскаватор МК-I был создан Дмитровским экскаваторным заводом в январе 1934 года в рамках социалистического соревнования в честь XVII съезда ВКП(б). МК-I был машиной цепного многоковшового типа и использовался для рытья траншей при прокладке систем водопроводна и канализации; производительность машины составляла 80 м3/час при глубине траншеи 2,25 м и ширине 0,775 м. Благодаря освоению производства данной машины СССР был избавлен от необходимости закупать траншейные экскаваторы за рубежом.
В течение 1930-х годов Дмитровским экскаваторным заводом были разработаны несколько модификаций МК-I, имевшие индекс СССМ, наиболее известными из которых являются серийные СССМ-127 и СССМ-140 и опытная СССМ-727. Помимо модернизации первого серийного траншейного экскаватора, завод активно занимался разработкой новых машин: в 1935 году был создан специальный траншейный экскаватор МТТ, использованный при строительстве трамвайных путей в Москве, а в течение 1938—1939 годов выпускался экскаватор цепного типа МК-IV, предназначенный для рытья траншей глубиной до 1,5 м под кабели линий связи. Незадолго до начала войны был создан опытный образец роторного многоковшового экскаватора КГ-65 с максимальной глубиной копания 1,5 м.
Выпуск траншейных экскаваторов также наладил Киевский завод «Красный экскаватор» (сегодня ЗАО «АТЕК»). В середине 1930-х годов на нём было начато производство экскаватора цепного типа МК-II для рытья траншей глубиной 6 м и шириной 1,2 м, ставшего самой крупной и мощной советской машиной этого типа в межвоенный период. Примечательно, что данная машина была полугусеничной. В 1940 году заводом на базе МК-II был создан опытный образец более совершенного по сравнению с ним траншейного экскаватора переменной экскавации МК-III: при аналогичной глубине прокладываемой траншеи её ширина могла составлять 1,2; 1,5; и 1,8 м.
Общее количество траншейных экскаваторов, произведённых в СССР до начала Великой Отечественной войны, составило 526 экземпляров, из них около 500 были выпущены Дмитровским заводом.

## Великая Отечественная война
После начала Великой Отечественной войны производство траншейных экскаваторов в СССР было практически полностью прекращено. Лишь эвакуированный в ноябре 1941 года в Тюмень Дмитровский завод МК в 1942—1945 годах изготовил 9 экземпляров МК-I — почти в 60 раз меньшее количество по сравнению с выпуском траншейных экскаваторов в довоенные годы.

## Послевоенный период
В период первой послевоенной пятилетки основным производителем траншейных экскаваторов стал Дмитровский завод. Выпуск машин был быстро восстановлен, и если в 1946 году заводом были построены лишь два экскаватора МК-I, то уже к 1947 году было развёрнуто полномасштабное серийное проивзодство модернизированной машины МК-IМ для рытья траншей глубиной до 3,5 м, модификация которой, получившая обозначение ЭТ-351, выпускалась до 1951 года, когда ей на смену пришла более современная модель ЭТН-352, имевшая аналогичные рабочие характеристики. Вскоре после окончания войны также было начато серийное производство разработанного до её начала КГ-65. В конце 1940-х годов на заводе было начато производство экскаватора цепного типа ЭТ-251, предназначенного для рытья канав глубиной 2,5 и шириной 1,1 м (такие характеристики были на тот момент наиболее востребованными). 

## 1950-е
С начала 1950-х годов на Дмитровском заводе стал выпускаться цепной многоковшовый траншейный экскаватор ЭТ-121 — наиболее лёгкий из строившихся на тот момент и первый, который не размещался на специальном шасси, а представлял собой навесное оборудование, агрегатируемое со стандартным гусеничным трактором СХТЗ-НАТИ (данное решение существенно снижало цену и трудоёмкость производства машины). Машина могла рыть траншеи прямоугольного сечения шириной 0,5 м и глубиной 1,2 м и применялась при прокладке силовых кабелей и линий связи. В 1955 году производство экскаваторов ЭТ-251 и ЭТН-352 было прекращено в связи с созданием универсального траншейного экскаватора ЭТУ-353, запущенного в производство уже в следующем году. Данная машина функционально полностью заменяла обе модели-предшественника, а также могла оснащаться сменным оборудованием для рытья траншей в мёрзлом грунте и для придания стенкам траншей ступенчатой формы при работе в неустойчивом грунте. КГ-65 был снят с производства в 1954 году, будучи заменённым роторным экскаватором ЭТР-152. Последний производился до 1956 года, после чего в 1957 году ему на смену пришла быстроходная траншейная машина БТМ, которая, модифицируясь, серийно выпускалась вплоть до конца 1970-х и положила начало крупному семейству аналогичных машин.
В начале 1950-х киевский завод «Красный экскаватор» начал выпуск дренажного экскаватора ЭТ-141, который предназначался для копания траншей с заданным уклоном под гончарные трубы. В 1957 году ЭТ-141 был заменён экскаватором ЭТН-142 на базе модифицированного трактора ДТ-54. В этом же году на заводе начал производиться цепной экскаватор с плужковыми рабочими органами ЭТН-122 на базе трактора МТЗ-2 — первый советский траншейный экскаватор на колёсном ходу. Эта лёгкая машина, предназначенная для рытья траншей шириной 0,4 и глубиной 1,2 м под укладку кабеля, выгодно выделялась среди своих гусеничных аналогов маневренностью и сравнительно высокой транспортной скоростью.
Московский экспериментально-механический завод с 1950-х годов начал производство роторных траншейных экскаваторов для нужд газовой промышленности. Первой моделью траншейного экскаватора, выпускавшегося заводом, стал ЭР-2 на базе радикально переделанного трактора С-80, выпускавшийся в 1950—1954 годах и предназначенный для прокладки магистральных газовых трубопроводов; машина оснащалась ротором с 14 ковшами и могла откапывать траншею глубиной 1,7 и шириной 0,85 м. В 1953 году завод начал выпуск более совершенного траншейного экскаватора ЭР-4, разработанного СКБ «Нефтестроймашина». При сохранении большинства характеристик на уровне предыдущей модели либо незначительном их улучшении (так, максимальная глубина копания увеличилась до 1,8 м) экскаватор был существенно более технологичным и простым в производстве: он был выполнен в виде полуприцепа к С-80, в результате чего базовая машина требовала лишь незначительных переделок. В 1958 году на базе ЭР-4 был создан дизель-электрический траншейный экскаватор ЭР-5 с повышенными рабочими характеристиками (в частности, глубина копания составляла 2,2 м), выпускавшийся до 1962 года. В 1959 году на МЭМЗ было развёрнуто производство экскаватора ЭР-7А на базе трактора Т-100, который по своим характеристикам занимал промежуточное положение между своими предшественниками ЭР-4 и ЭР-5. В 1950-х завод также производил лёгкий (его масса составляла 10 т, тогда как остальные производившиеся МЭМЗ машины данного типа имели массу 20—25 тонн) экскаватор ЭР-6 на базе ДТ-54, имевший возможность копания траншей глубиной 1,2 м и шириной 0,5 м.
В 1950—1960-е годы в связи с активным развитием мелиоративного строительства в СССР возникла острая нужда в создании дополнительных производственных мощностей для выпуска специализированный траншейных экскаваторов для мелиорации, в результате чего в этот период строительство таких машин было освоено сразу на трёх предприятиях — Брянском заводе ирригационных машин, Брянском заводе дорожных машин и Таллинском экскаваторном заводе (с 1975 года — производственное объединение «Таллэкс»).
Таллинский экскаваторный завод начал производить траншейные экскаваторы в 1956 году: на него было передано производство экскаваторов ЭТН-142 и ЭТН-122 с завода «Красный экскаватор». В 1957 году завод начал производство более лёгких дренажных экскаваторов ЭТН-171, имевших массу 9,2 т и предназначенных для рытья траншей глубиной 1,9 и шириной 0,5 м.

## 1960—1980-е

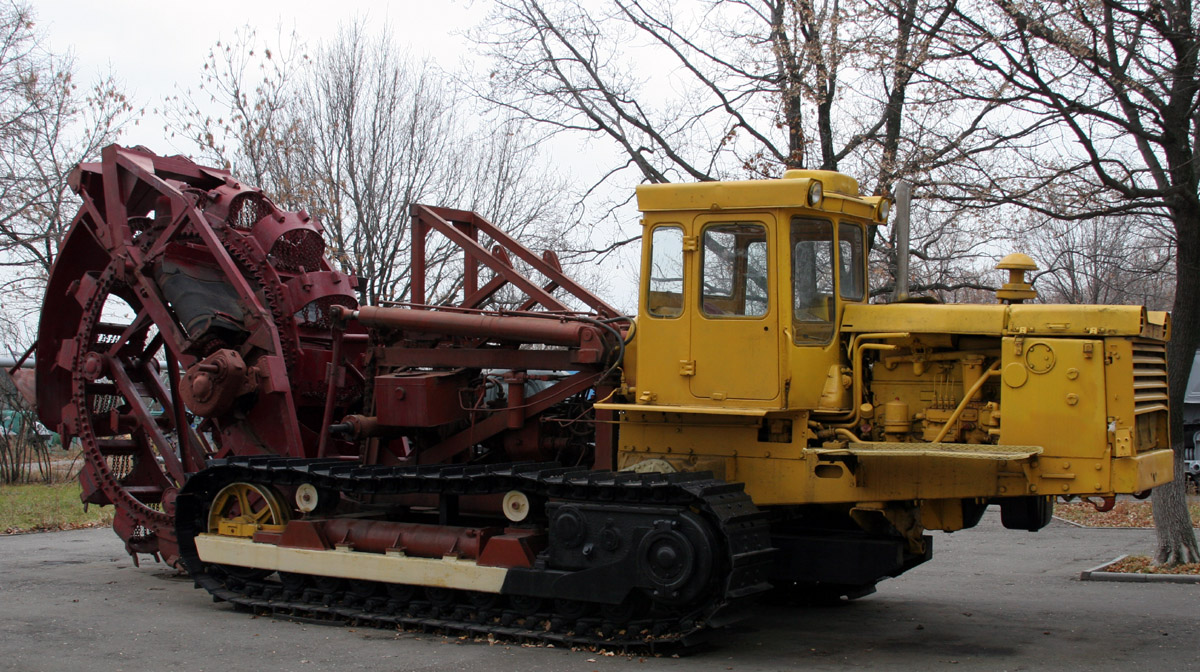
Советский роторный многоковшовый траншейный экскаватор ЭТР-204. Саратов, Соколовая гора

В период 1960—1970-х годов советское производство траншейных экскаваторов в СССР находилось на пике своего развития. Для удовлетворения всё возрастающей потребности государства в различной строительной технике, включая траншейную, ведущими отраслевыми КБ, такими как ВНИИземмаш, Газстроймашина, Мелиормаш и ВНИИстройдормаш, был разработан широкий спектр разнообразных траншейных экскаваторов. Количество заводов, освоивших строительство машин данного типа, существенно увеличилось: если в 1950-е годы доля выпуска траншейных экскаваторов Дмитровским экскаваторным заводом, бывшего тогда лидером в данной области, более 70% общесоюзного производства, то в 1975 году, когда общесоюзное производство составило 3517 машин, его доля при сохранении темпов производства составила всего 17%. Для сравнения, на долю Таллинского экскаваторного завода пришлось 2030 машин, или почти 60 % общесоюзного производства (из них 1600 дреноукладчиков ЭТЦ-202А и 630 пневмоколёсных ЭТЦ-161 и ЭТЦ-165).

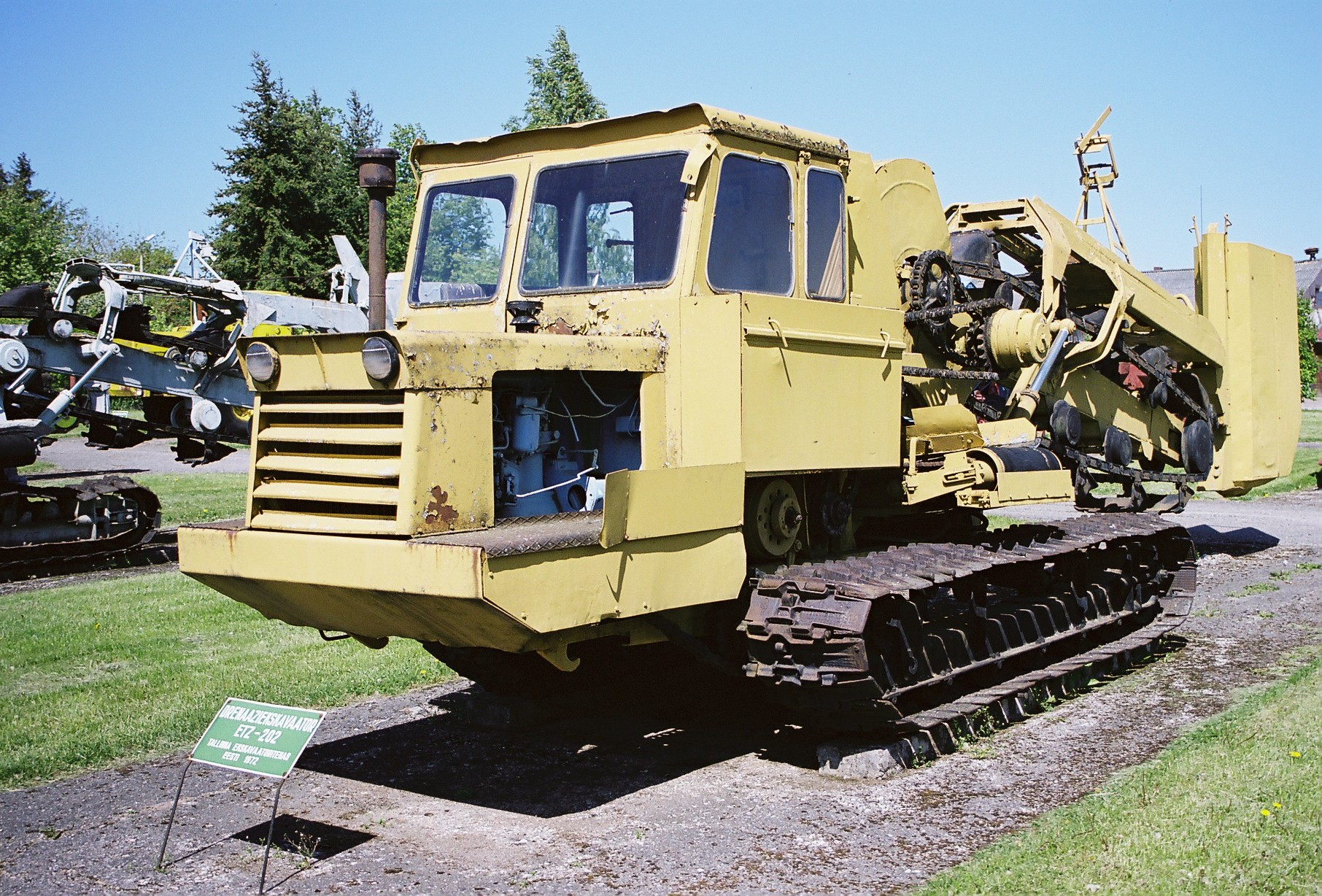
Экскаватор-дреноукладчик ЭТЦ-202, изготовленный Таллинским экскаваторным заводом в 1972 году, в Эстонском сельскохозяйственном музее

В 1960 году траншейный экскаватор ЭТН-122 был существенно модернизирован и стал выпускаться на Таллинском экскаваторном заводе под индексом ЭТН-123, а в 1961 году начала выпускаться модель ЭТН-124, оснащённая кабиной. В 1965 году был создан экскаватор ЭТЦ-161, имевший аналогичную ЭТН-122…124 конструкцию, но, благодаря использованию шасси колёсного трактора МТЗ-50 с более мощной по сравнению с МТЗ-5 силовой установкой, обладавший повышенной с 1,2 м до 1,6 м максимальной глубиной копания. В 1967 году ЭТН-171 был заменён экскаватором ЭТЦ-202, имевшим объёмный гидропривод и бесступенчатую трансмиссию; данная машина, предназначенная специально для мелиоративных работ, имела также общестроительную модификацию ЭТЦ-201 для рытья траншей глубиной до 2 м. В конце 1960-х на заводе было начато производство цепного скребкового узкотраншейного экскаватора-дреноукладчика ЭТЦ-163, представлявшего собой модификацию модели ЭТЦ-202А..
На Брянском заводе ирригационных машин производство траншейных экскаваторов было освоено в 1960-х годах и сосредоточилось на производстве траншейных экскаваторов для нужд мелиорации и нефтегазовой промышленности. Первым на предприятии начал выпускаться модифицированный роторный экскаватор ЭР-7АМ. В 1966—1969 годах на заводе выпускались двухроторные экскаваторы ЭТР-122, предназначенные для откапывания оросительных каналов за один проход и для этих целей имевшие два бесковшовых ротора, размещённых наклонно, в качестве рабочих органов. На протяжении 1960—1970-х годов предприятие выпускало дизель-электрический шнекороторный экскаватор ЭТР-301 массой 78 т, предназначенный для рытья оросительных каналов глубиной до 3 м и шириной поверху до 13 м; параллельно ему выпускалась более лёгкая модель экскаватора-каналокопателя ЭТР-201 массой 35 т.
На Брянском заводе дорожных машин в середине 1960-х годов было начато производство экскаватора-дреноукладчика Д-658А массой 27 т, предназначенного для создания закрытого дренажа на орошаемых землях. Уже к концу десятилетия он был заменён более совершенной машиной Д-659А, модифицированная версия которого, имевшая индекс Д-659Б, выпускалась до 1978 года; глубина траншеи, откапываемой данным экскаватором, составляла 4 м, а ширина — 0,6 м.
Харьковский экскаваторный завод, вошедший после перестройки системы управления промышленностью в состав Минстройдоркоммаша, в 1963 году начал выпуск роторных экскаваторов ЭТР-141, которые заменили модель ЭР-6. Спустя шесть лет, в 1969 году, на заводе был запущен в производство экскаватор ЭТЦ-205С на базе бульдозера Д-687С, предназначенный для работы с грунтами сезонного промерзания и вечномёрзлыми грунтами и обеспечивавший их разработку на глубину до 2 м.
В 1962 году ЭТУ-353, основная модель траншейного экскаватора, выпускавшаяся Дмитровским заводом, была заменена на производстве экскаватором ЭТУ-354, в конструкции цепного рабочего органа которого горизонтальные шнеки, предназначенные для откапывания траншей со ступенчатыми стенками, были заменены пильными ценными откосниками. Данная машина производилась заводом до 1976 года, после чего была заменена гидравлическим траншейным экскаватором ЭТЦ-252, созданным на базе трелёвочного трактора ТТ-4 и имевшим в 1,8 раза более высокую производительность по сравнению с предшественником. В 1963 году на заводе в опытном порядке была изготовлена партия роторных экскаваторов ЭТР-131, представлявших собою прицепной рабочий орган для трактора Т-140 и предназначенных для прокладки кабеля. В следующем году доработанная версия этого экскаватора, агрегатируемая с трактором Т-180 и имевшая в 1,5 раза более высокую производительность, была запущена в серийное производство под индексом ЭТР-132. Отличавшаяся удачностью конструкции машина, подвергаясь поэтапной модернизации, выпускалась заводом на протяжении длительного промежутка времени. Дальнейшим развитием продукции Дмитровского завода стали машины ЭТР-134 и ЭТЦ-252А, обе — на базе ТТ-4, а также запущенный в производство в 1982 году экскаватор-кюветокопатель ЭТЦ-151, в значительной мере унифицированный с ЭТЦ-252А. С 1975 года завод начал выпускать для нужд инженерных войск колёсную траншейную машину ТМК на базе универсального инженерного тягача ИКТ (КЗКТ-538) и её модифицированный вариант ТМК-2, а с 1978 — их гусеничный аналог, быстроходную траншейную машину БТМ-4.
Удовлетворение потребностей быстро развивающейся нефтяной и газовой промышленности ставило необходимость выполнения земляных работ во всё возрастающих объёмах. Развитие траншейных экскаваторов, предназначенных для прокладки нефте- и газопроводов, шло, в первую очередь, в направлении увеличения их мощности и производительности. Московский экспериментальный механический завод (МЭМЗ) совместно с СКБ "Газстроймашина", разрабатывали и выпускали машины для строительства объектов нефте-газовой отрасли с 1949 г. Были разработаны и выпускались модели роторных траншейных экскаваторов, многие из которых оставили заметный след в сооружении нефтяных и газовых магистралей: ЭР4, ЭР5, ЭР6, ЭТР141, ЭР7, ЭР7А, ЭР7АМ, ЭР7Т, ЭТР301, ЭТР231,  ЭТР254, ЭТР254-01, ЭТР254А, ЭТР254А-01, ЭТР254-03. Часть разработанных проектов для организации производства была передана на Брянский завод дорожных машин: ЭТР204, ЭТР223, ЭТР224, ЭТР253, ЭТР253А.
В 1962 году создал и внедрил в производство мощный экскаватор роторного типа ЭР-10, рывший траншеи глубиной 2,5 м; практически одновременно с ним начал выпускаться экскаватор ЭТР301 — ещё более мощная машина, имевшая дизель-электрический привод и имевшая возможность копания траншей глубиной до 3 м. К концу 1960-х завод освоил производство дизель-электрического экскаватора ЭТР231, глубина отрываемых которым траншей составляла 2,3 м, а ширина — 1,7 м. Брянский завод ирригационных машин совместно с МЭМЗ в 1970-х годах начал выпускать роторный траншейный экскаватор ЭТР204, созданный на базе доработанного шасси нового промышленного трактора Т-130, в тот момент начинавшего осваиваться советской промышленностью, который заменил в производстве ЭР-7АМ. В середине 1970-х на базе ЭТР204 были созданы экскаваторы ЭТР223 и ЭТР224, в значительной степени унифицированные с ним.
В начале 1970-х годов Московский экспериментальный механический завод (МЭМЗ) Миннефтегазстроя на базе трактора Т100 серийно выпускал дизель-электрический роторный траншейный экскаватор ЭТР231 с профилем траншеи 2,1х2,3 м (разработчик СКБ "Газстроймашина"). В этот же период на базе дизель-электрического промышленного трактора ДЭТ-250 был создан опытный образец роторного траншейного экскаватора ЭТР253. Эта машина массой 60 тонн, имевшая исполинские для роторного экскаватора размеры, отличалась высокой производительностью и могла отрывать траншеи глубиной 2,5 м и шириной 2,5 м по дну и 3,2 м по верху. После ряда доработок производство модифицированной машины ЭТР253А в 1972 году было начато Брянским заводом дорожных машин. С 1975 г. на МЭМЗ серийно выпускалась другая модель тяжёлого полностью механического роторного экскаватора, сравнимого по своим характеристикам с ЭТР253, — ЭТР254. Этот экскаватор был создан на базе узлов и агрегатов колесного сельскохозяйственного трактора К-701 (Кировский завод) и промышленного Т-130 (Челябинский тракторный завод). Эти две машины не имели аналогов в мире и, наряду с ЭТР231, олицетворяли собой мощь советского экскаваторостроения. За период 1975—1990 гг. было выпущено около 900 машин ЭТР254.
В начале 80-х годов СКБ "Газстроймашина" был разработан первый экскаватор для разработки траншей в условиях Крайнего Севера — ЭТР307. 
Наряду с предназначенными для нужд нефтяной промышленности машинами, за счёт разработки и ввода в производство и эксплуатацию новых моделей машин активно расширялась и номенклатура экскаваторов, предназначенных для нужд мелиоративного строительства, потребности которого также быстро росли. На Брянском заводе ирригационных машин в середине 1970-х был запущен в производство новый мелиоративный экскаватор-каналокопатель ЭТР-206 со шнекороторным рабочим органом, созданный на базе ЭТР-204 и унифицированный с ним; впоследствии были созданы две модификации машины, ЭТР-206А и ЭТР-206Б. Параллельно с ним производилась модификация роторного траншейного экскаватора ЭТР-201, ЭТР-201Б, которая применялась в комплекте машин, предназначенных для облицовки каналов глубиной до 1 м монолитным бетоном. Брянский завод дорожных машин в 1978 году прекратил выпуск экскаватора-дреноукладчика Д-659Б, переориентировав производство на более современную машину ЭТЦ-406. Харьковский экскаваторный завод с 1977 года начал выпускать цепной траншейный экскаватор ЭТЦ-208 на базе трактора Т-130Г-1, предназначенный для устройства дренажа в мёрзлом грунте. В это же время Таллинский экскаваторный завод на базе трактора Т-130БГ-3 начал производство разработанного совместно с ленинградским СКБ «Земмаш» на основе ЭТЦ-208 экскаватора-дреноукладчика ЭТЦ-206. Кроме того, «Таллэкс» с конца 1970-х начал производить унифицированное семейство экскаваторов ЭТЦ-208 различных модификаций, а также новую модель ЭТЦ-165 на базе колёсного трактора МТЗ-82. Помимо упомянутых выше предприятий, в период 1960—1980-х годов в производстве мелиоративных траншейных экскаваторов также был задействован Мозырский завод мелиоративных машин.

## Постсоветский период
В постсоветский период объём производства траншейных экскаваторов в России сократился более чем в 10 раз по сравнению с советскими показателями. Большинство изготавливавших траншейные экскаваторы предприятий сохранились — однако свернули производство данных машин либо вовсе прекратили своё существование ряд крупнейших заводов, специализировавшихся на их производстве. В настоящий момент в России подавляющее большинство заводов, на которых сохранилось производство траншейных экскаваторов (такие как Дмитровский экскаваторный завод, Копейский машиностроительный завод, Михневский ремонтно-механический завод, Орёлстроймаш и другие), по экономическим причинам производит лишь лёгкие навесные цепные экскаваторные агрегаты, предназначенные для установки на сельскохозяйственные тракторы; единственный в России завод, на котором с советского периода сохранилось производство гражданских специализированных траншейных экскаваторов на оригинальных шасси — брянский «Ирмаш».
В период 1994—2010 годов была предпринята попытка создания двух роторных траншейных экскаваторов: 
- ЭВРФ1 — экскаватор вскрышной роторно-фрезерный, предназначенный для вскрытия трубопроводов диаметром 820…1420 мм при капитальном ремонте;
- ЭТР309 — экскаватор повышенной энергонасыщенности, предназначенный для разработки траншей в вечномёрзлых грунтах в условиях Крайнего Севера.

ЭВРФ1 имел тягач от экскаватора ЭТР254, выпущенный МЭМЗ в 1996 г. Изготовление роторно-фрезерного рабочего органа и общая сборка машины осуществлялись на ОАО «Рудгормаш». Экскаватор двумя роторами прокапывал две траншеи с профилем 0,8х2,7 м слева и справа от вскрываемого трубопровода, а поперечная фреза, расположенная между роторами, разрабатывала грунт над трубопроводом. При этом система контроля и автоматического позиционирования рабочего органа обеспечивала гарантированный зазор около 20 см между образующей трубопровода и кромками режущего инструмента ковшей и фрезы. В результате вскрываемый трубопровод оставался в валике грунта со стенкой толщиной 20 см и далее легко вынимался из валика трубоукладчиками.
ЭТР309 — тяжёлый экскаватор мощностью 650 л. с., весом 70 т, разрабатывал траншею размерами 2,1х3,0 м. Изготавливался на ЗАО «Петербургский тракторный завод» (ОАО «Кировский завод»). Этот экскаватор является эволюционной моделью ЭТР254 — та же компоновка и кинематика. Машина была полностью заново спроектирована с использованием кабины, ведущего моста, коробки передач и колёс задней опоры — от трактора К702; гусеничная лента, катки, натяжное колесо и венцы ведущих звездочек — от трактора Т20 (ОАО «Промтрактор», «Четра», г. Чебоксары).